# Inocent I.
Inocent I. (Rim, ? - Rim, 12. ožujka 417.), papa od 22. prosinca 401. do 12. ožujka 417. godine. Uzeo je u zaštitu v. Ivana Zlatousnog zbog čega je došao u sukob s istočnim patrijarsima. U vrijeme njegova pontifikata, Vizigoti su 410. godine pod vodstvom Alarika opljačkali grad Rim.

## Životopis
Sveti Inocent I. rođen je u Albanu 11. ožujka 378. Za vrijeme dok je bio papa, Vizigoti su pod vodstvom Alarika I., osvojili Rim 410. godine. Za papu je ustoličen 22. prosinca 401. godine. Često je pisao pisma crkvenim zajednicama u Italiji i Galaciji te je naglašavao važnost celibata. Bio je veliki protivnik pelagijanizma. Također je dao sastaviti katalog kanonskih knjiga.
Papa je umro 12. ožujka 417. godine. Pokopan je na Poncijanovom groblju.

## Vanjske poveznice
- Sv. Inocent I. Hrvatska enciklopedija